# Alex Thomson (Kameramann)
Alex (Alexander) Thomson (* 12. Januar 1929 in London; † 14. Juni 2007 in Chertsey) war ein britischer Kameramann. Geboren in London, England, erhielt er eine Nominierung für den Academy Award für die beste Kamera für Excalibur (1981).

## Leben und Karriere
Thomson kam 1946 als Kameraassistent zum Film. 1962 wurde er einfacher Kameramann (sog. Camera Operator) und war in dieser Funktion unter dem Chefkameramann Nicolas Roeg zwischen 1961 und 1966 an zwölf Filmen beteiligt. Am bekanntesten aus dieser Zeit sind der Krimi Dr. Crippen, die meisterliche Edgar-Allan-Poe-Verfilmung Satanas – Das Schloß der blutigen Bestie, die Harold-Pinter-Adaption Der Hausmeister und der vielbeachtete Science-Fiction-Stoff Fahrenheit 451 des Franzosen François Truffaut.
1966 debütierte Thomson unter Ephraim Kishons Regie bei der israelischen Produktion Ervinka als Chefkameramann. Lange Zeit wurde er überwiegend mit kleineren Produktionen betraut, von aufwändigeren Projekten wie der Rock-Oper Jesus Christ Superstar wurde er öfters vorzeitig abgelöst – in diesem Fall von dem berühmten Kollegen Douglas Slocombe. In dieser Zeit verdiente sich Thomson nebenbei sein Geld auch als Werbefotograf. Mitte der 70er Jahre wurde Alex Thomsons Arbeit auf die eines Second-Unit-Kameramanns (so bei Der Mann, der König sein wollte, Kein Koks für Sherlock Holmes, Superman) beschränkt. 1977 nahm er nach fünf Jahren Abstinenz die Tätigkeit als Chefkameramann wieder auf, die ihn zu Beginn der 80er Jahre auch nach Hollywood führte.
Dort wurden ihm recht bald aufwändige Großproduktionen anvertraut: Fantasy-Stoffe wie Excalibur, Legende, High Spirits und Die Reise ins Labyrinth, Science-Fiction-Abenteuer mit Horrorelementen wie Leviathan und Alien 3, Actionreißer mit Sylvester Stallone (Cliffhanger – Nur die Starken überleben und  Demolition Man), großangelegte Michael-Cimino-Bilderbögen (Im Jahr des Drachen und Der Sizilianer) aber auch ambitionierte Literatur-Adaptionen (Der scharlachrote Buchstabe und Hamlet).
Von 1980 bis 1982 war er Präsident der British Society of Cinematographers (BSC). Von der BSC nahm er 2002, dem Jahr, in dem er sich ins Privatleben zurückzog, den Lifetime Achievement Award in Empfang.

## Filmografie (Auswahl)
- 1966: Ervinka
- 1968: … unterm Holderbusch (Here We Go Round the Mulberry Bush)
- 1968: The Strange Affair
- 1969: I Start Counting
- 1969: The Best House in London
- 1969: Alfred der Große – Bezwinger der Wikinger (Alfred the Great)
- 1970: The Rise and Rise of Michael Rimmer
- 1971: Das Haus der Schatten (The Night Digger)
- 1972: Tunnel der lebenden Leichen (Death Line)
- 1972: Angst ist der Schlüssel (Fear Is the Key)
- 1972: Die Rückkehr des Dr. Phibes (Dr. Phibes Rises Again)
- 1979: Die Katze und der Kanarienvogel (The Cat and the Canary)
- 1981: Excalibur
- 1981: Kreuz der Gewalt (Skokie) (TV)
- 1983: Ein tollkühner Himmelhund (Bullshot)
- 1983: Die unheimliche Macht (The Keep)
- 1983: Eureka
- 1985: Im Jahr des Drachen (Year of the Dragon)
- 1985: Legende (Legend)
- 1986: Der City Hai (Raw Deal)
- 1986: Die Reise ins Labyrinth (Labyrinth)
- 1986: Duet for One
- 1987: Der Sizilianer (The Sicilian)
- 1988: Track 29 – Ein gefährliches Spiel (Track 29)
- 1988: High Spirits
- 1989: Leviathan
- 1989: Er? Will! Sie Nicht? (The Rachel Papers)
- 1990: Die Krays (The Krays)
- 1990: Mr. Destiny
- 1992: Alien 3 (Alien³)
- 1993: Cliffhanger – Nur die Starken überleben (Cliffhanger)
- 1994: Demolition Man
- 1994: Black Beauty
- 1995: Der scharlachrote Buchstabe (The Scarlet Letter)
- 1996: Einsame Entscheidung (Executive Decision)
- 1996: Hamlet
- 2000: Verlorene Liebesmüh’ (Love’s Labour’s Lost)
- 2000: A Shot at Glory
- 2003: Listening